# Tangiopsis tetrasticha
Tangiopsis tetrasticha är en insektsart som beskrevs av Philip Reese Uhler 1901. Tangiopsis tetrasticha ingår i släktet Tangiopsis och familjen Tropiduchidae. Inga underarter finns listade i Catalogue of Life.